# Silnice II/371
Silnice II/371 je silnice II. třídy, která začíná u silnice I/35 nad Linharticemi a končí v Jevíčku. Prochází obcemi Městečko Trnávka, Chornice, Jaroměřice. Měří 20 km. Prochází pouze 1 okresem.

## Vedení silnice

### Pardubický kraj, okres Svitavy
- Linhartice (křiž. III/3711)
- Rozstání (křiž. III/36825, III/3712)
- Městečko Trnávka (křiž. III/36827, II/644)
- Lázy
- Chornice (peáž II/366)
- Biskupice (křiž. III/37110, III/36613, III/37111)

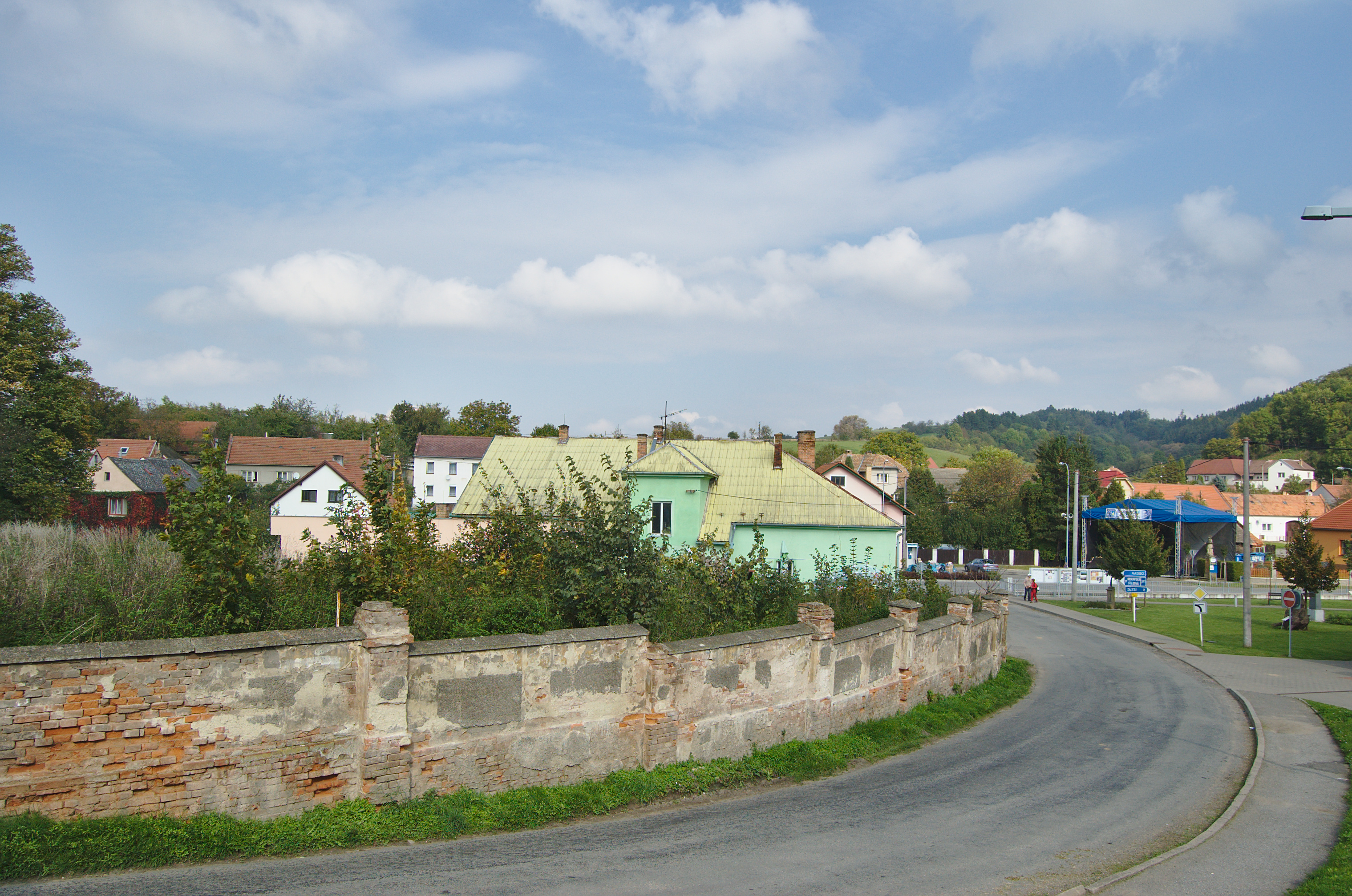
Silnice II/371 v Biskupicích

- Jaroměřice (křiž. III/36620)
- Jevíčko (křiž. II/366, II/372)

## Související silnice III. třídy
- III/3711 – Moravská Třebová – Linhartice – III/3714
- III/3712 – Rozstání
- III/3713 – II/371 – Malíkov
- III/3714 – Gruna – Radkov – Rozstání – II/371
- III/3715 – Mezihoří – Unerázka
- III/3716 – Chornice – Unerázka – Plechtinec – Petrůvka
- III/3718 – III/3716 – Bezděčí u Trnávky
- III/3719 – Plechtinec – Stará Roveň
- III/37110 – Biskupice – Nectava
- III/37111 – Biskupice – Zálesí